# Yasuhiro Nagahashi
Yasuhiro Nagahashi (長橋 康弘 Nagahashi Yasuhiro?, nacido el 2 de agosto de 1975 en Fuji, Shizuoka) es un exfutbolista japonés. Jugaba de centrocampista y su último club fue el Kawasaki Frontale de Japón.

## Trayectoria

### Clubes
| Club              | País  | Año         |
| ----------------- | ----- | ----------- |
| Shimizu S-Pulse   | Japón | 1994 - 1996 |
| Kawasaki Frontale | Japón | 1997 - 2006 |

## Palmarés

### Títulos nacionales
| Título         | Club              | País  | Año  |
| -------------- | ----------------- | ----- | ---- |
| Copa J. League | Shimizu S-Pulse   | Japón | 1996 |
| J2 League      | Kawasaki Frontale | Japón | 2004 |